# Расознавство
Расознавство — наука що вивчає людські раси, розділ фізичної антропології.

## Загальний опис
Расознавство вивчає класифікацію рас, історію їх формування (расогенез) та чинники їх виникнення (селективні процеси, ізоляція, змішування і міграції, вплив кліматичних умов на расові ознаки, географічного середовища загалом). Вивчення рас з ухилом в «науковий расизм», який стверджує, що нібито існує перевага одних рас над іншими, свого часу отримало особливе поширення в націонал-соціалістичному Третьому Рейху, США (Ку-клукс-клан), де служило обґрунтуванням інституціоналізованого расизму, шовінізму та антисемітизму. Великий внесок в розвиток науки внесли В. В. Бунак, В. П. Алексєєв. Іноді расознавство ототожнюють з етнічною антропологією, яка займається лише вивченням антропометричних даних окремих етносів, тобто племен, народів, націй, і походженням цих спільнот. У тій частині расових досліджень, які спрямовані на вивчення етногенезу, расознавство веде дослідження спільно з мовознавством, історією, археологією. При вивченні рушійних сил расоогенезу наука вступає в тісний контакт з генетикою, фізіологією, зоогеографією, кліматологією, загальною теорією видоутворення. Вивчення рас в антропології має значення для вирішення багатьох проблем. Воно важливе для використання антропологічного матеріалу як історичного джерела, висвітлення проблем систематики, головним чином малих систематичних одиниць, пізнання закономірностей популяційної генетики, уточнення деяких питань медичної географії.

## Завдання
Завдання расознавства:
- пошук єдиної системи опису всього расового різноманіття людства;
- виокремлення об'єктивно значимих біологічних ознак, що характеризують певні раси серед усього спектру біологічних ознак людини як вида;
- накопичення статистичних даних за такими ознаками для якмога більшого числа людей;
- вирішення дилеми, раси об'єктивна данність для виділення таксономічного рангу, чи особливість нашого дискретного сприйняття неперервного спектру людських рис (клинальність).